# مؤسسة بيل ومليندا غيتس
مؤسسة بيل وميليندا غيتس (بالإنجليزية: Bill & Melinda Gates Foundation)‏ هي مؤسسة خيرية، أسسها بيل ومليندا غيتس في عام 2000 وتضاعف حجمها بمجيء وارن بافت في 2006. الأهداف الرئيسية للمؤسسة على الصعيد العالمي هي تعزيز الرعاية الصحية والحد من الفقر المدقع؛ وفي الولايات المتحدة، توسيع فرص التعليم والوصول إلى تكنولوجيا المعلومات. يوجد مقر المؤسسة في سياتل، واشنطن ويرأسها ثلاثة أمناء : بيل غيتس، وميليندا غيتس، وأرين بوفيت. بالإضافة إلى الرئيس المشارك ويليام إتش. غيتس والمسؤول التنفيذي الأول باتي ستونسيفر. قدرت أملاك المؤسسة ب37.6 مليار دولار أمريكي وفقا ل11 يوليو 2007.

## التاريخ
المؤسسة في البداية كان يمولها بيل غيتس ب126 مليون دولار أمريكي في العام 2000. المؤسسة نمت خلال العامين الأولين من خلال التمويل إلى ملياري دولار. مؤسسة بيل ومليندا غيتس وهبت إلى بيل غيتس مؤسس ورئيس مايكروسوفت وزوجته مليندا في يناير 2000، عن طريق دمج مؤسسة تعليم غيتس ومؤسسة وليام إتش. غيتس. مؤسسة تعليم غيتس تأسست في عام 1996 كامتداد لمكتبات مايكروسوفت على الإنترنت. في 15 يونيو 2006، أعلن بيل عن خططه الرامية إلى انتقاله للعمل يوم وراء يوم بين مايكروسوفت والمؤسسة ابتداءً من 31 يوليو، 2008 كمحاولة لتكريس المزيد من الوقت للمؤسسة الخيرية.
بيل وميلندا غيتس، جنبا إلى جنب مع الموسيقار بونو، حصلوا على لقب شخصيات العام 2005 من قبل مجلة التايم. سبب إعطاء بيل وميلندا غيتس هذا اللقب هو دورهما البارز في مؤسسة غيتس الخيرية. وفي 4 مايو، 2006 تلقت المؤسسة جائزة أمير أستورياس للتعاون الدولي.
في 25 يونيو، 2006 تقدم وارن بافت (ثاني أثرى أثرياء العالم بعد بيل غيتس) بما يقرب 10 ملايين سهم من أسهم بيركشير هاثاواي من الطبقة «ب» (بقيمة 30.7 مليار دولار أمريكي في 23 يونيو، 2006).